# Marko Vovchok
Maria Alexandrovna Vilinskaia (22 de dezembro de 1834, Ekaterininskoe, Rússia - 10 de agosto de 1907, Nalchik, Rússia), mais conhecida pelo seu pseudônimo Marko Vovchok, foi uma escritora russo-ucraniana.